# José Ignacio Garmendia y Alurralde
José Ignacio Garmendia y Alurralde (San Miguel de Tucumán, 1788 - Buenos Aires, mayo de 1864) fue un político argentino, que ejerció repetidamente como funcionario en la Provincia de Tucumán durante la década que siguió a la Revolución de Mayo; fue también diputado al Congreso General de 1824.

## Biografía
Desde su juventud se dedicó al comercio. Ocupó diversos cargos en el cabildo de su ciudad natal. Como comandante de armas, ante la inminencia de la invasión inglesas alistó a los voluntarios para la defensa de la sede virreinal. Comandaba cuatro compañías con más de cuatrocientos cincuenta hombres dirigidas por Salvador Alberdi, Manuel Pérez Padilla, Venancio Laguna, Diego Aráoz y el mismo Garmendia. Adhirió a la Revolución de Mayo y fue uno de los notables tucumanos que convencieron al general Manuel Belgrano, comandante del Ejército del Norte, de dar la Batalla de Tucumán contra las órdenes recibidas del Primer Triunvirato; esta batalla salvó todo el norte argentino de la invasión realista.
A fines de 1812 se trasladó a Buenos Aires, donde al año siguiente fue alcalde del cabildo. De regreso a Tucumán, fue funcionario de los gobiernos de Bernabé Aráoz y Feliciano de la Mota Botello en su provincia.
En 1819, tras la revolución que llevó nuevamente al poder a Aráoz, se instaló nuevamente en Buenos Aires. Allí fue diputado provincial y adhirió a la política del ministro Bernardino Rivadavia. En 1822 fue enviado a comprar material de laboratorio para la Universidad de Buenos Aires a Europa.
Regresó al país en 1824 y fue nombrado diputado por Tucumán al Congreso Nacional, en el que presidió la comisión de inmigraciones y la de crédito público. Votó a favor de la presidencia de Rivadavia y de la constitución unitaria de 1826. Apoyó desde Buenos Aires al jefe unitario de Tucumán, Lamadrid; debido a la derrota de éste permaneció en Buenos Aires.
El gobernador Juan Manuel de Rosas lo nombró director del Banco Nacional, cargo que ocupó hasta que éste fue disuelto en 1836 por el mismo Rosas. Permaneció en Buenos Aires, dedicado al comercio. Emigró hacia 1848 a Brasil y luego a Chile.
Regresó en 1853 a Buenos Aires, donde falleció en mayo de 1864.
Su hijo, el coronel José Ignacio Garmendia publicó años más tarde sus notas autobiográficas con el nombre de "Rivadavia y su Tiempo".